# 신비아파트 고스트볼 ZERO
《신비아파트 고스트볼 ZERO》는 투니버스에서 제작한 대한민국의 애니메이션으로, 신비아파트 시리즈 중 TV 애니메이션 5기이다. 투니버스에서 2023년 3월 30일부터 6월 15일까지 파트 1, 같은 달 11월 30일부터 2024년 3월 14일까지 파트 2로 매주 목요일 오후 8시에 방영했다.

## 주제가
[OP - Got You]
작사: 강민형 / 작곡: 강민국, 박서현 (Psycho Tension), 국동호 / 편곡: 강민국, 국동호 / 노래: 김채현, 김다연, 서영은 (Kep1er)
[ED - Dream Touch]
작사: 강민형 / 작곡: 강민국, 박서현 (Psycho Tension) / 편곡: 강민국, Mollo (Psycho Tension) / 노래: 동건, 찬, 재윤 (TO1)

## 삽입곡
- 제2화의 콩쿠르 장면에서 이가은이 연주하는 곡은 에드워드 엘가의 사랑의 인사, 해원이 음악학원에서 연습하고 콩쿠르에서도 연주하는 곡은 니콜로 파가니니의 24개의 카프리치오에서 가장 마지막 곡인 24번 가단조다.

## 등장인물
- 구하리
- 구두리
- 신비
- 금비
- 주비
- 최강림
- 이가은
- 김현우
- 리온 레이몬드 / 카인
- 김청하(귀도 청)
- 현(귀도 현)
- 귀도 곤
- 귀도 강

## 제작진
- 책임프로듀서 - (김자현 1~7화, 손수희 8~26화 KBS), 이종혁
- 프로듀서, 연출 - (이순주 1~14화, 황정연 15~26화 KBS), 곽지원, 이우열, 김윤영, 윤소희 권혁준(메인)
- 총괄기획 - 이종민, 홍기성
- 기획/ 원작/ 사업/ 제작 - CJENM
- 총감독 - 박홍근
- 조연출 - 곽지은, (차한결 KBS)
- 각본 - 김종민, 류정화(시나리오)
- 스토리 에디터 - 권혁준
- 프리 프로덕션 - 스튜디오 이이케이
- 스토리보드 - 최지원, 이병관, 조준영, 김부영, 신준하, 여상은 TIME FIXER
- 캐릭터, 소품디자인 - 엄미선, 박수정 심우람, 김여진  황가람, 신혜린, 이채연
- 배경디자인 - 이동욱, 김승희
- 배경보드 - 강승환
- 색체설계 - 김금주
- 제작진행 - 김의연, 조용건, 장하연
- 메인프로덕션(1) - 동우A&E
- 메인프로듀서 - 최재혁
- 총원화작감 - 김영훈
- 원화작감 - 양지혜
- 원화, 1원화(레이아웃) - 최희은, 최훈철, 서동현, 전병철, 빅치만  김도환, 곽수현, 남성민, 이경수, 김영범, 신기철
- 2원화 - 서지애, 전병곤, 이미형, 박재욱, ,박수인, 양지혜, 유경식
- 동화 - 이지희, 손지아, 백은진, 정은주, 김유중 강효운, 고정 고지혜, 김수진, 김순화, 김신리, 김옥주, 김은주, 김형숙, 박문희  박상욱, 박수빈, 박은주, 양정경, 이영숙, 이현정, 이혜성, 정영선  정지원, 최경선, 최희정, 하수정, 박수인, 임진희 정은진
- 색지정 - 안미현
- 채색 - 이정숙, 신현정, 지미현, 나혜정, 박은수, 나문희, 전혜정  서경화, 이효선, 홍현숙,이영미, 장영주, 장인수,여소영  * 배경감독 - 강승찬  * 배경 - 한대건, 여병철, 김경수, 김민희, 서효주, 김경선, 박성영  이소올 김지연, 이윤혁
- 촬영 - 김재현, 한시연, 김용원
- 제작협력 - 스튜디오노바, JHMEDIA
- 제작진행 - 남승원, 신희진, 한준엽, 김보민
- 메인프로덕션(2) - COMP
- 메인프로듀서 - 최재혁
- 연출 - 최낙진
- 1원화(레이아웃) - 김은병, 인태선, 박헌국
- 총원화작감 - 김영훈
- 원화작감 - 김희연, 김지혜
- 2원화 - 이현숙, 김금춘
- 동화 - 박종석, 김민동, 이아름, 이현숙, 박수인
- 제작협력 - 스튜디오노바
- 색지정 - 안미현
- 스캔 - 김민엽
- 채색 - 원채영, 이혜영, 임진선, 서미경, 강경화
- 배경감독 - 강승찬
- 배경- 한대건, 여병철, 김경수, 김민희, 서효주, 김경선, 박성영  박소올, 김지연, 이윤혁
- 촬영 - 최덕규
- 제작진행 - 오숭록
- 엔딩 애니메이션 제작 - 스튜디오 이이케이
- 콘티 - 김창희
- 연출 - 김명현
- 총작화감독 - 허형준
- 작화감독 - 허형준, 전종민
- 원화 - 김유진, 안지영, 유정인, 이희수
- 클린업, 컬러 - MPNAVI
- 색채설계 - 김금주
- 배경미술 - MPNAVI
- 촬영 - 신용섭
- 진행 - 김의연 장하연
- 고스트 오디션 제작 - 스튜디오 이이케이
- 콘티 - 김성현
- 연출 - 박홍근
- 원화(레이아웃) - 김유진
- 동화, 컬러 - 조지영, 김찬희 TIME FIXER, MPNAVI
- 컬러체크 - 김금주, 배정자
- 배경 - 최현진
- 촬영 - 신용섭 김재현
- 제작진행 - 김준호, 장하연
- 채널 사업 총괄 - 김종훈
- 투니버스 운영 총괄 - 성수희
- 편성 - 배수정, 이민순, 심소영, 김도희
- 마케팅 - 김창우, 황호신, 고수진, 정진영 안희련
- 브랜드디자인 - 김희정, 강은희, 차주현, 김혜수
- 판권사업 - 김수아, 김민지, 김민애, 조민성
- 커머스 사업 총괄 - 김성훈
- 커머스 기획 - 민지혜, 최우수, 지승연, 김다혜, 김윤아, 허지은
- 라이선싱 - 이명일, 채민경, 이아름, 이선희, 김진희, 신연재, 장여진  임진희, 김태완, 김지혜, 유진아, 문수현, 김진경
- 투자, 관리 - 김성재, 유상미, 김대현, 이슬기
- 포스트 프로덕션
- 포스트총괄 - 신길주
- 사운드연출 - 이계훈
- 녹음, 믹싱 - 이성주
- 효과 - 이성주, 이철진, 이지은
- 음악감독 - 강민국
- 배경음악 작곡 - 강민국, 국동호
- 영상편집 - 남종현
- 포스트관리 - 조일오
- 제작 투자 - CJ ENM
- 종합편집 - 정회범, (이수은 KBS)
- 홈페이지제작 - 김연재 KBS미디어
- 자막디자인 - 황은서
- 기획 - KBS
- 제작 - CJ ENM, BAZOOKA Studio
- 저작권: 2014 ~ CJ ENM Co., Ltd. All rights reserved.

## 결방 및 편성안내
- 2023년 5월 4일: 신비아파트 극장판 차원도깨비와 7개의 세계 방송 관계로 결방되었다.
- 2024년 2월 8일: 신비아파트 극장판 차원도깨비와 7개의 세계 (재)방송 관계로 결방되었다.